# Malicornay
Malicornay település Franciaországban, Indre megyében. Lakosainak száma 189 fő (2022. január 1.). Malicornay Chavín-kultúra, Maillet, Mosnay, Orsennes és Pommiers községekkel határos.

## Népesség
A település népességének változása:
| Lakosok száma | 448  | 461  | 426  | 540  | 533  | 419  | 266  | 187  | 195  | 189  |
|               | 1793 | 1836 | 1861 | 1886 | 1911 | 1936 | 1975 | 2007 | 2017 | 2022 |